# 上高井郡
上高井郡（日语：／ Kamitakai gun */?）為長野縣東北部的郡。
現管轄有以下1町1村。
- 小布施町
- 高山村